# Wilhelm Ritter
Karl Wilhelm Ritter (Liestal, 14 de abril de 1847 — Zell, 18 de outubro de 1906) foi um engenheiro civil suíço.

## Biografia
Graduado em engenharia civil pelo Instituto Federal de Tecnologia de Zurique, em 1868. Após trabalhar por um ano em uma estrada de ferro na Hungria, foi assistente de Karl Culmann no Instituto Federal de Tecnologia de Zurique. Em 1873 foi para a Rússia, no cargo de professor da Escola Politécnica de Riga. Após o falecimento de Culmann retornou ao Instituto Federal de Tecnologia de Zurique, começando a escrever seu livro Anwendungen der graphischen Statik (aplicações da estática gráfica).
Ritter dedicou-se a desenvolver aplicações da estática gráfica, elaborada por Culmann. Investigou problemas estruturais de pontes, tornando-se um especialista renomado no assunto.
Desenvolveu o método de Ritter, para a determinação dos esforços internos em treliças, utilizado até a atualidade por engenheiros estruturais.